# Menno van Beekum
Menno van Beekum (Den Haag, 10 december 1955) is een Nederlands acteur en schrijver.

## Biografie
Van Beekum studeerde Nederlandse Taal- en Letterkunde. Hij speelde vele theaterrollen bij Het Nationale Toneel. Daarnaast was hij te zien in diverse televisieseries en speelfilms waaronder De Belager, De Prins en het Meisje, TBS, De gelukkige huisvrouw en De Heineken Ontvoering.

## Filmografie
- 1999: Leven en dood van Quidam Quidam (televisieserie), als sociaal controleur
- 2001: Wilhelmina (televisieserie), als kamerheer Six
- 2004: Het Glazen Huis (televisieserie), als Johan van Meeteren
- 2006: Zwartboek, als Nederlandse SD'er in trein
- 2008: TBS, als rechter
- 2008: Spoorloos verdwenen, als koster Den Braber
- 2010: Bernhard, schavuit van Oranje (televisieserie), als Joop den Uyl
- 2010: De gelukkige huisvrouw, als rechter
- 2011: De Heineken Ontvoering, als Ab Doderer
- 2015: Boy 7, als minister De Geer
- 2016: Fissa, als Rob
- 2019: Morten, als Erik Zweers
- 2022: Het jaar van Fortuyn, als vader van Ad Melkert